# René Portocarrero
René Portocarrero (Cerro, 24 febbraio 1912 – L'Avana, 7 aprile 1985) è stato un pittore cubano.

## Biografia
Talento precoce, iniziò a dipingere da autodidatta a 14 anni, prima di iniziare a frequentare l'Accademia "San Alejandro y Villata" de l'Avana dove si sarebbe diplomato. 
Nel 1930 diventa professore nel "Corso Libero di pittura" diretto da Eduardo Abela e nel 1940, convinto assertore della forza vivificatrice dell'arte, dà vita ad uno dei primi esperimenti di "Laboratorio di pittura" all'interno di un carcere di massima sicurezza.
Nel 1945 lascia Cuba ed espone alla Levy Gallery di New York, incontrando uno straordinario successo. Viaggia sia in Europa che negli Stati Uniti, affermandosi, anche dopo la rIvoluzione castrista, come uno dei massimi esponenti della cultura cubana e centro-americana, divenendo con Wifredo Lam il maggior pittore caraibico di tutti i tempi.
Partecipò alla Biennale di San Paolo nel 1957 e nel 1963, e alla Biennale di Venezia nel 1952 e nel 1966, dando vita a un atelier di serigrafia.
Grande colorista, Portocarrero realizza una pittura vibrante che trova forti richiami alla tradizione afrocubana e che sa unire momenti privati (gli straordinari ritratti) con composizioni corali indirizzate a un impegno politico, alcune delle quali diventeranno grandi murali per edifici pubblici.

## Collocazione delle opere
Le sue opere sono ospitate dai maggiori musei americani e europei: Musei di Arte Moderna di Parigi, San Paolo, Rio de Janeiro, New York, San Francisco. National Gallery del Canada; Milwaukee Art Center; Union Panamericana, Washington; Museum of Fine Arts, Houston; Art Museum, Indianapolis; Bellas Artes, Montevideo; Bellas Artes, Buenos Aires; Instituto de Arte Contemporaneo, Lima, Peru; Museo Nacional, Havana.